# Victoire của Pháp
Victoire của Pháp (Marie Louise Thérèse Victoire ; 11 tháng 5 năm 1733 – 7 tháng 6 năm 1799) là Vương nữ Pháp, con gái của Louis XV của Pháp và Maria của Ba Lan. Victoire được đặt tên theo tên của cha mẹ và María Teresa của Tây Ban Nha, vợ của Louis XIV của Pháp.